# Гризано
Гризано (на гръцки: Γριζάνο, катаревуса Γριζάνον, Гризанон) е село в Република Гърция, област Тесалия, дем Фаркадона. Гризано има население от 15482 души (2001).

## Личности
Починали в Гризано
- йеромонах Аверкий (1806 – ?), арумънски духовник
- Васил Рапотика (1888 – 1943), арумънски активист